# ثقافة جورجيا
تطورت الثقافة الجورجية على مدى آلاف السنين حيث تجد أسسها في الحضارتين الايبيرية والكولخية،  مروراً بالمملكة الجورجية الموحدة تحت حكم سلالة باغراتيوني. عاشت الثقافة الجورجية عصراً ذهبياً ونهضة في الأدب الكلاسيكي، الفنون، الفلسفة، العمارة والعلوم في القرن الحادي عشر.
أعيد إحياء اللغة الجورجية والأدب الكلاسيكي للشاعر شوتا روستافيلي في القرن 19 بعد فترة طويلة من الاضطراب، مرسياً بذلك أسس الرومانسيات والروائيين في العصر الحديث مثل جريجول اوربلياني، نيكولوز باراتاشفيلي، إليا تشافتشافادزه، أكاكي تسيريتيلي، فادزا بشافيلا، وعديد آخرون. تأثرت الثقافة الجورجية بالإغريق، والإمبراطورية الرومانية والإمبراطورية البيزنطية، وفيما بعد الإمبراطورية الروسية التي أضافت البعد الأوروبي في الثقافة الجورجية.

تعرف جورجيا بالفولكلور الغني، والموسيقى التقليدية الفريدة، المسرح والسينما، والفن. يشتهر الجورجيون بحبهم للموسيقى والرقص والمسرح والسينما. ظهر خلال القرن العشرين العديد من الرسامين الجورجيين البارزين أمثال نيكو بيروسماني، لادو غودياشفيلي، ايلين اخفليدياني؛ مصممو رقصات الباليه مثل جورج بلانشين، فاختانغ شابوكياني، ونينو أنانياشفيلي؛ ومن الشعراء غالاكتيون تابيدزه، لادو اساتياني ومخران ماكافارياني؛ ومخرجو السينما والمسرح مثل روبرت ستوروا، تنجيز أبولادزه، جيورجي دانيليا واوتار ايوسيلياني.

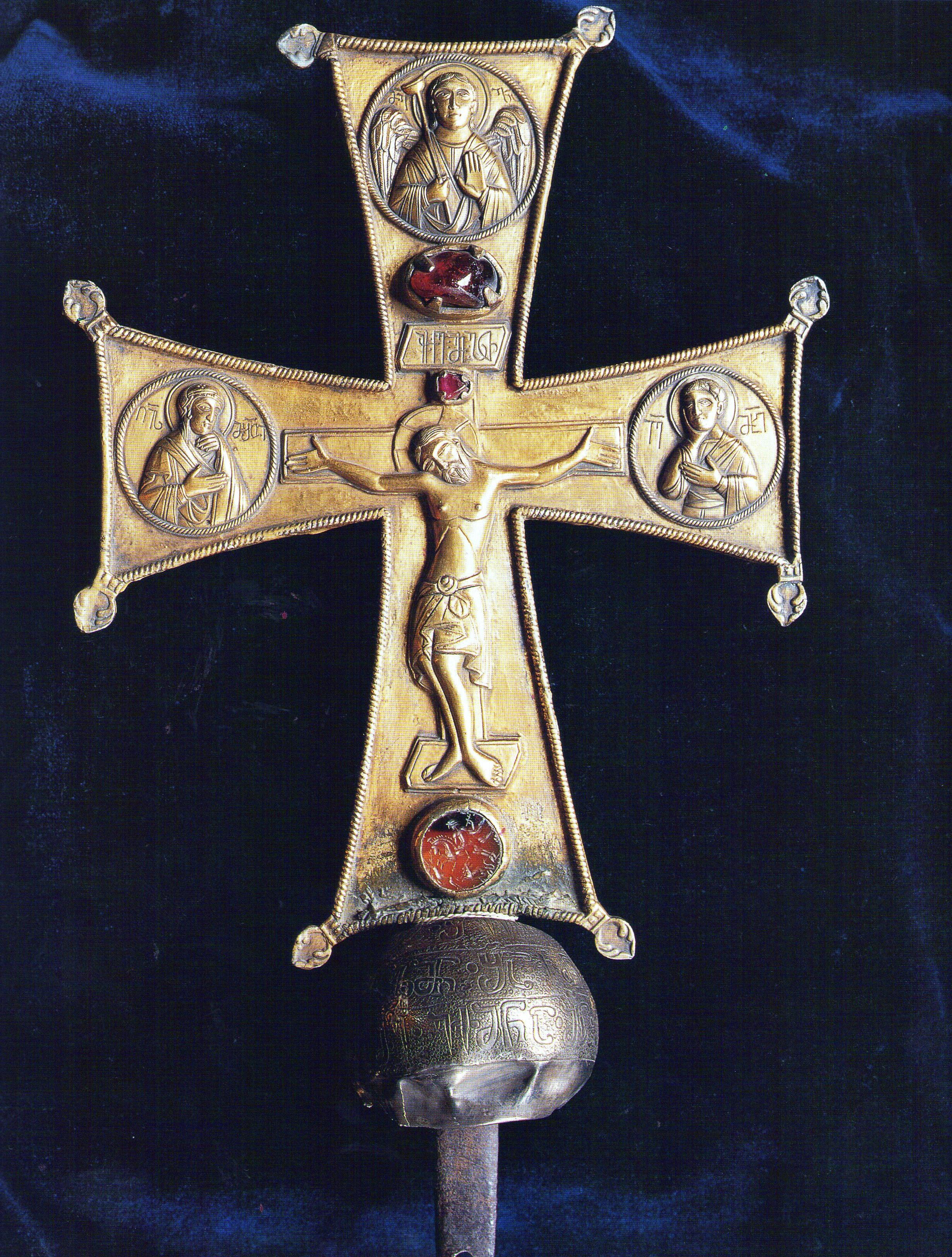
صليب من القرن الثاني عشر في العصور الوسطى

## العمارة والفن

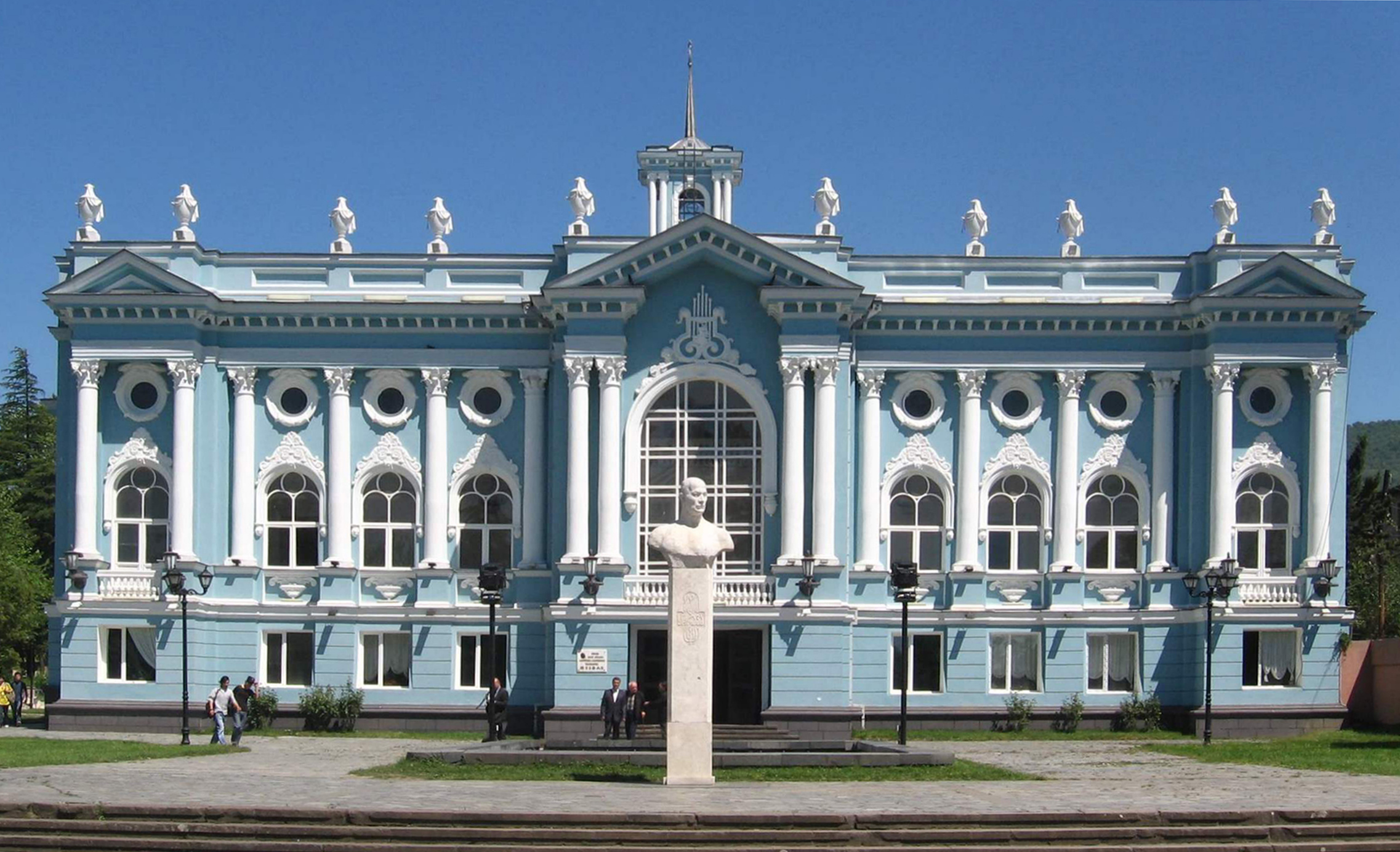
مسرح سيناكي مثال على النمط الكلاسيكي الحديث مع لمسة باروكية في جورجيا.

تأثرت العمارة الجورجية بالعديد من الحضارات، حيث توجد العديد من الأنماط المعمارية المختلفة في القلاع والأبراج والحصون والكنائس. يعد كل من التحصينات في سفانيتي العليا، وقلعة بلدة شاتيلي في خيفسوريتي، من أروع أمثلة عمارة القلاع الجورجية في العصور الوسطى.
يعد الفن الكنسي الجورجي أحد أكثر جوانب العمارة المسيحية الجورجي بهاء، حيث يجمع بين طراز القبة الكلاسيكي والطراز الكاتدرائي الأصلي مشكلاً ما يعرف حالياً بطراز قبة الصليب الجورجي. تطور هذا النمط من العمارة في جورجيا خلال القرن التاسع، بينما قبل ذلك تبعت معظم الكنائس الجورجية الطراز الكاتيدرائي. يمكن العثور على أمثلة أخرى على العمارة الكنسية الجورجية خارج جورجيا: دير باشكوفو في بلغاريا (بني عام 1083 من قبل القائد العسكري الجورجي غريغوري باكورياني)، دير ايفيرون في اليونان (بناه الجورجيون في القرن العاشر)، ودير الصليب في القدس (بناه الجورجيون في القرن التاسع).
تشمل الجوانب المعمارية الجورجية الأخرى شارع روستافيلي في تبليسي من طراز هاوسمان، ومنطقة المدينة القديمة.
يمتد فن جورجيا شاملاً ما قبل التاريخ، عبر وفن اليونان القديم والرومان والعصور الوسطى، والفن الكنسي، والإبداعي والفنون البصرية الحديثة. يعد الرسام البدائي نيكو بيروسماني من أشهر الفنانين الجورجيين في أواخر القرن التاسع عشر أوائل القرن العشرين.

## المطبخ

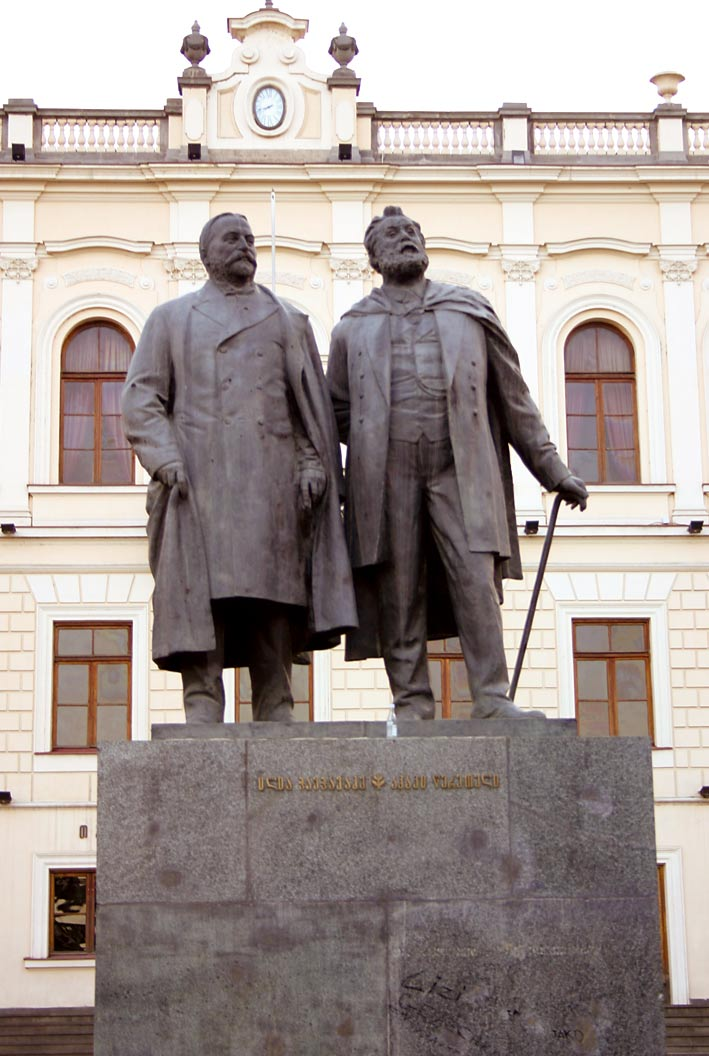
شعراء جورجيا إليا تشافتشافادزه وأكاكي تسيريتيلي.

تطور النبيذ والمطبخ الجورجي عبر القرون، متكيفاً مع التقاليد في كل عصر. إحدى أغرب تقاليد الطعام هي سوبرا، أو الطاولة الجورجية، والتي تعد أيضاً وسيلة للتواصل الاجتماعي مع الأهل والأصدقاء. يعرف رأس السوبرا بالتامادا. حيث أنه يقترح الانخاب الفلسفية، ويضمن استمتاع الجميع بوجبتهم. تعرف العديد من المناطق التاريخية من جورجيا بأطباقها الخاصة: على سبيل المثال خينكالي (فطائر اللحم)، من جورجيا الجبلية الشرقية، وخاتشابوري بشكل رئيس من إيميريتي وساميغريلو وأجاريا. بالإضافة إلى الأطباق الجورجية التقليدية، توجد الأطباق التي جلبها المهاجرون من روسيا، اليونان، والصين حديثاً.

## التعليم

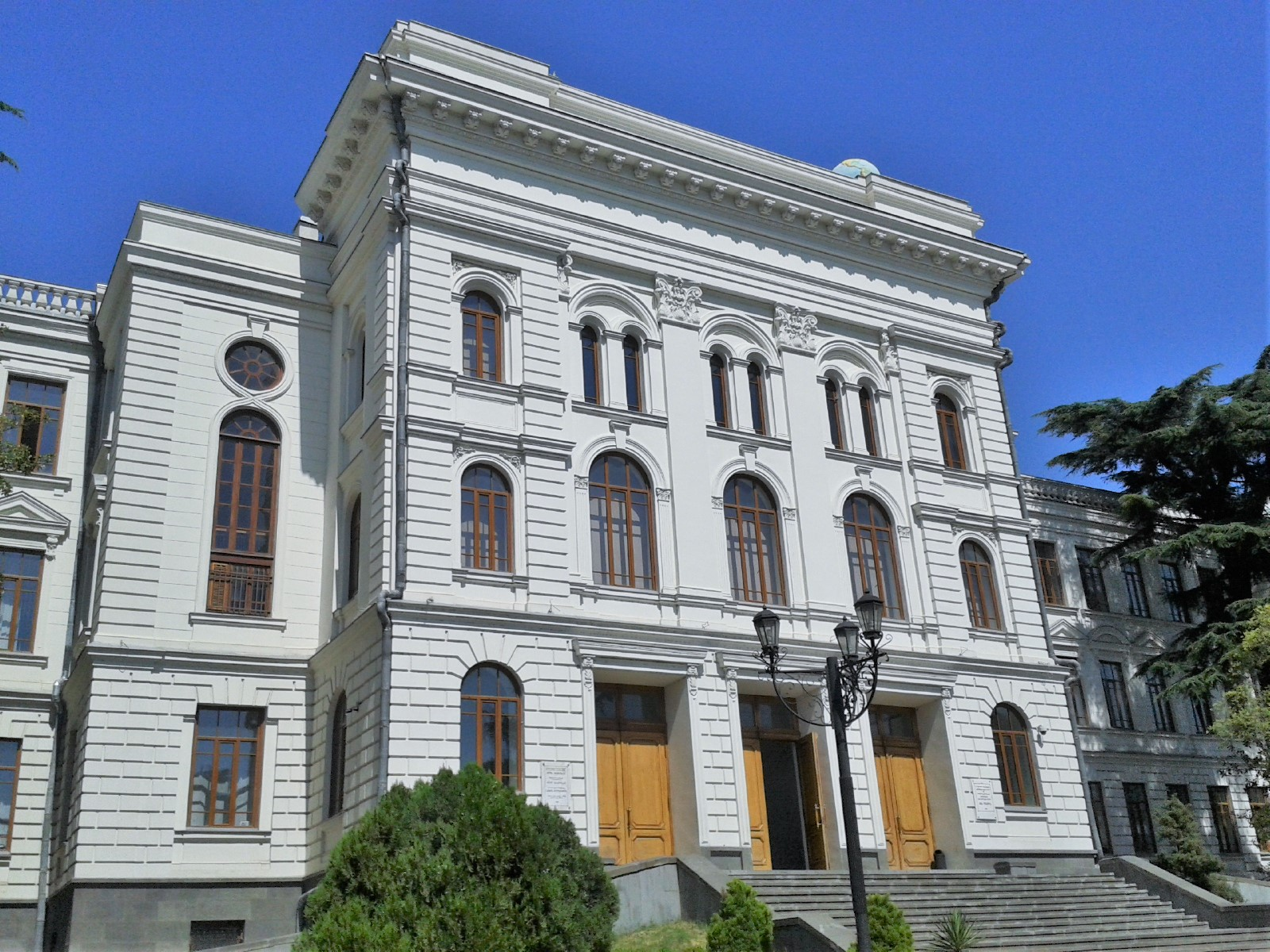
جامعة تبليسي وهي أقدم جامعة في منطقة القوقاز.

خضع النظام التعليمي في جورجيا لتحديثات شاملة منذ عام 2004،  وإن كانت مؤلمة ومثيرة للجدل. يبلغ معدل التحصيل بين البالغين في جورجيا 100٪. التعليم في جورجيا إلزامي لجميع الأطفال الذين تتراوح أعمارهم بين 6 -14.
ينقسم النظام المدرسي إلى المرحلة الابتدائية (6 سنوات، المرحلة العمرية 6-12)، والتعليم الأساسي (3 سنوات، المرحلة العمرية 12-15)، والثانوية (3 سنوات، المرحلة العمرية 15-18)، أو الدراسات المهنية كبديل (سنتان). يمتلك الطلاب الحاصلون على شهادة الثانوية العامة مدخلاً للتعليم العالي. يمكن فقط للطلاب الذين اجتازوا الامتحانات الوطنية الموحدة التسجيل في مؤسسات التعليم العالي المعتمدة لدى الدولة، وفقاً لترتيب درجات الطالب في الامتحانات.
تقدم معظم هذه المؤسسات دراسات بثلاث مستويات: برنامج البكالوريوس (3-4 سنوات)، وبرنامج الماجستير (سنتان)، وبرنامج الدكتوراه (3 سنوات). كما يوجد أيضاً برنامج أخصائي معتمد والذي يمثل درجة وحيدة من التعليم العالي (3-6 سنوات). اعتبارا من عام 2008، تم اعتماد 20 مؤسسة للتعليم العالي من قبل وزارة التربية والعلوم في جورجيا. بلغ إجمالي نسبة الالتحاق بالتعليم الأساسي 94٪ للفترة بين 2001-2006.

## الدين

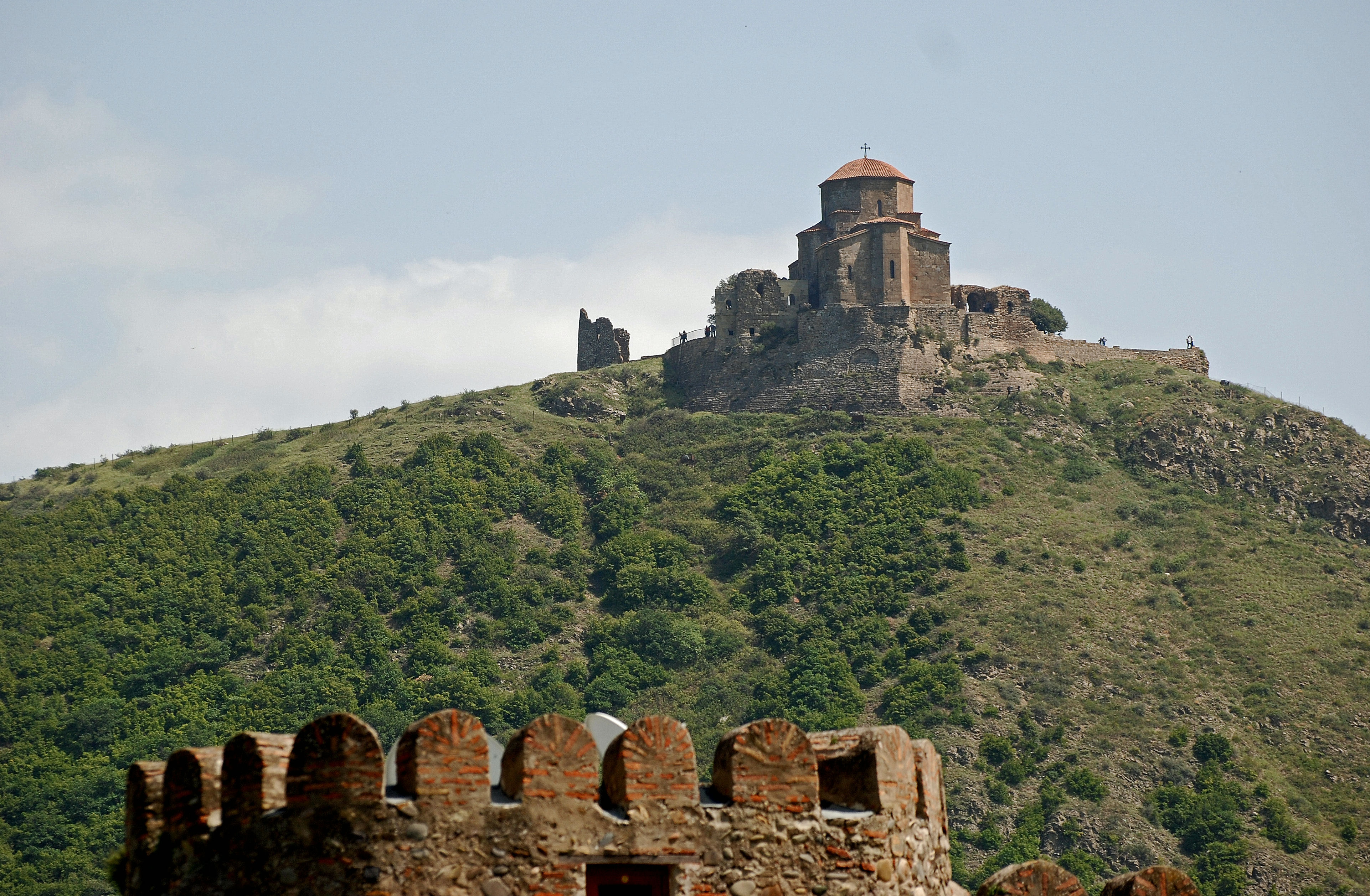
كنيسة جفاري، إحدى أقدم الكنائس المسيحية وتقع في متسخيتا، عاصمة جورجيا القديمة.

تعتبر الكنيسة الجورجية الرسولية الأرثوذكسية المستقلة إحدى أقدم الكنائس المسيحية في العالم. أسسها الحواري أندرو أول من استدعي في القرن الأول الميلادي. في النصف الأول من القرن الرابع اعتمدت المسيحية كدين للدولة. وفر هذا الأمر إحساساً قوي بالهوية الوطنية التي ساعدت في الحفاظ على الهوية الوطنية الجورجية على الرغم من الفترات متكررة من الاحتلال الأجنبي ومحاولات الاستيعاب.
وفقا لدستور جورجيا، المؤسسات الدينية منفصلة عن السلطة، ولكل مواطن الحق في الدين. ومع ذلك، فإن معظم سكان جورجيا (82%) يعتنقون المسيحية الأرثوذكسية، كما أن الكنيسة الأرثوذكسية الجورجية من المؤسسات النافذة في البلاد.
وصل الإنجيل إلى البلاد من قبل الحواريين أندرو، سمعان القانوي، ومتياس. اعتنقت ايبيريا المسيحية رسمياً في 326  عن طريق القديسة نينو من كبادوكيا، والتي تعد منيرة جورجيا وتكافئ الحواريين من قبل الكنيسة الأرثوذكسية. كانت الكنيسة الأرثوذكسية الجورجية بداية تابعة لكرسي أنطاكيا، لكنها اكتسبت وضعاً ذاتي الاستقلال في القرن الرابع في عهد الملك فاختانغ غورغاسالي.
تتضمن الأقليَّات الدينية في جورجيا المسلمون (9.9%)، الروسية الأرثوذكسية (2%) والمسيحيون الأرمن (3.9%)، والكاثوليك (0.8%)، والعديد من الأقليات البروتستانتية. فضلاً عن الجالية اليهودية الكبيرة.
وعلى الرغم من التاريخ الطويل من التسامح الديني في جورجيا،  كانت هناك حالات عديدة من التمييز الديني في العقد الماضي، مثل أعمال العنف ضد شهود يهوه والتهديدات الموجهة ضد أتباع الديانات الأخرى «غير تقليدية» من قبل الكاهن الأرثوذكسي منزوع الصلاحيات فاسيل مكالافيشفيلي.

## الرياضة

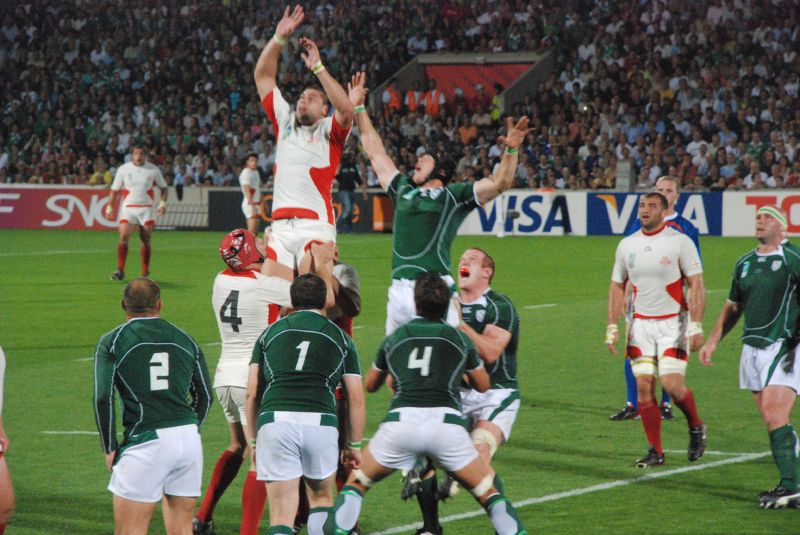
جورجيا ضد أيرلندا في كأس العالم 2007 للعبة الركبي.

من بين الرياضات الأكثر شعبية في جورجيا كرة القدم وكرة السلة واتحاد الركبي والمصارعة ورفع الاثقال. اشتهرت جورجيا عبر التاريخ في التربية البدنية. حيث أنه من المعروف أفتتان الرومان بالميزات البدنية للجورجيين بعد الاطلاع على تقنيات التدريب في أيبيريا القديمة. لا تزال المصارعة رياضة ذات أهمية تاريخية لجورجيا، حيث يعتقد بعض المؤرخين أن أسلوب المصارعة اليوناني الروماني يتضمن عناصر جورجية كثيرة.
ضمن جورجيا، أحد أكثر أساليب المصارعة شعبية هو الأسلوب الكاخيتي. ومع ذلك، وجدت العديد من الأنماط المتبعة في المصارعة في الماضي والتي لم تعد تستخدم في الوقت الحالي على نطاق واسع. على سبيل المثال، يوجد منطقة خيفسوريتي ثلاثة أنماط مختلفة من المصارعة. من الرياضات الأخرى ذات الشعبية في جورجيا في القرن التاسع عشر لعبة البولو، وليلو، والتي تعد من الألعاب الجورجية القديمة واستبدلت لاحقاً باتحاد الركبي.

## الأعياد
| التاريخ   | بالعربية                                                    | بالجورجية | ملاحظات |
| --------- | ----------------------------------------------------------- | --- | --- |
| 1 يناير   | رأس السنة                                                   | ახალი წელი أخالي تسأيلي | |
| 7 يناير   | عيد الميلاد الأرثوذكسي                                      | ქრისტეშობა كريستيشوبا | |
| 19 يناير  | معمودية المسيح                                              | ნათლისღება ناتليسغيبا | |
| 3 مارس    | عيد الأم                                                    | დედის დღე ديديس دغي | |
| 8 مارس    | اليوم الدولي للمرأة                                         | ქალთა საერთაშორისო დღე كالتا سايرت أشوريسو دغى | |
| 9 أبريل   | يوم الوحدة الوطنية                                          | ეროვნული ერთიანობის დღე erovnuli ert'ianobis dgh'e | ذكرى الأطفال الجورجيين الذين قتلوا على أيدي الجنود السوفيات في العاصمة.                                                                    |
| 23 أبريل  | يوم القديس جورج                                             | გიორგობა - giorgoba | القديس جورج (بالجورجية: წმინდა გიორგი, تسأميندا جيورجي) هو قديس جورجيا.                                                                    |
| متغير     | جمعة الآلام الأرثوذكسية، أحد الفصح والأثنين من أسبوع الآلام | სააღდგომო დღეები – წითელი პარასკევი, დიდი შაბათი, ბრწინვალე აღდგომა და ორშაბათი saagh'dgomo gh'eebi - ts'it'eli paraskevi, didi shabat'i, brts'q'invale agh'dgoma da orshabat'i | الأثنين من أسبوع الآلام تقيم الكنيسة الأرثوذكسية الجورجية قداس للموتى.                                                                     |
| 9 مايو    | يوم النصر                                                   | ფაშიზმზე გამარჯვების დღე - p'ashizmze gamardzhvebis dgh'e | |
| 23 مايو   | سان أندريس                                                  | ანდრიობა - أندريوبا | يحتفل بالرسول اندرو، مؤسس الكنيسة الأرثوذكسية الجورجية.                                                                                    |
| 26 مايو   | يوم الاستقلال                                               | დამოუკიდებლობის დღე - damoukideblobis dgh'e | 26 مايو 1918 المجلس الوطني لجورجيا أعلن استقلال البلاد وإنشاء الجمهورية الديمقراطية الجورجية. تمت استعادة الاستقلال بعد 117 سنة (منذ 1801) |
| 28 أغسطس  | وفات ثيوطوكس                                                | მარიამობა - مارياموبا | |
| 14 أكتوبر | يوم كاتدرائية متسخيطا                                       | სვეტიცხოვლობა - svetitsjovloba | احتفال الكنيسة المسيحية الأولى في جورجيا.                                                                                                  |